# Jérémie
Jérémie (hait. Jeremi) – miasto w zachodniej części Haiti, stolica departamentu Grand'Anse; ok. 31 tys. mieszkańców. Ze względu na fatalny stan infrastruktury transportowej w Haiti oraz brak dobrych dróg miasto przez znaczną część roku jest praktycznie niedostępne od strony lądu.
W mieście pracował dziadek Aleksandra Dumasa (ojca), który służył we francuskich siłach kolonialnych, tu także w 1762 r. urodził się jego syn, Tomasz Aleksander Dumas.
Podczas tzw. nieszporów w Jérémie w 1964 r. za sprawą haitańskiego wojska wraz z paramilitarnymi ugrupowaniami Tonton Macoute zmasakrowano kilkaset osób.

## Polonica
W 1802 roku w Jérémie zmarł generał Władysław Jabłonowski.